# Bitwa pod Mrzygłodem
Bitwa pod Mrzygłodem – bitwa stoczona  pod Mrzygłodem 1 marca 1863 roku w czasie powstania styczniowego, pomiędzy oddziałem powstańczym dowodzonym przez pułkownika Teodora Cieszkowskiego a formacją wojsk rosyjskich.

## Przebieg bitwy

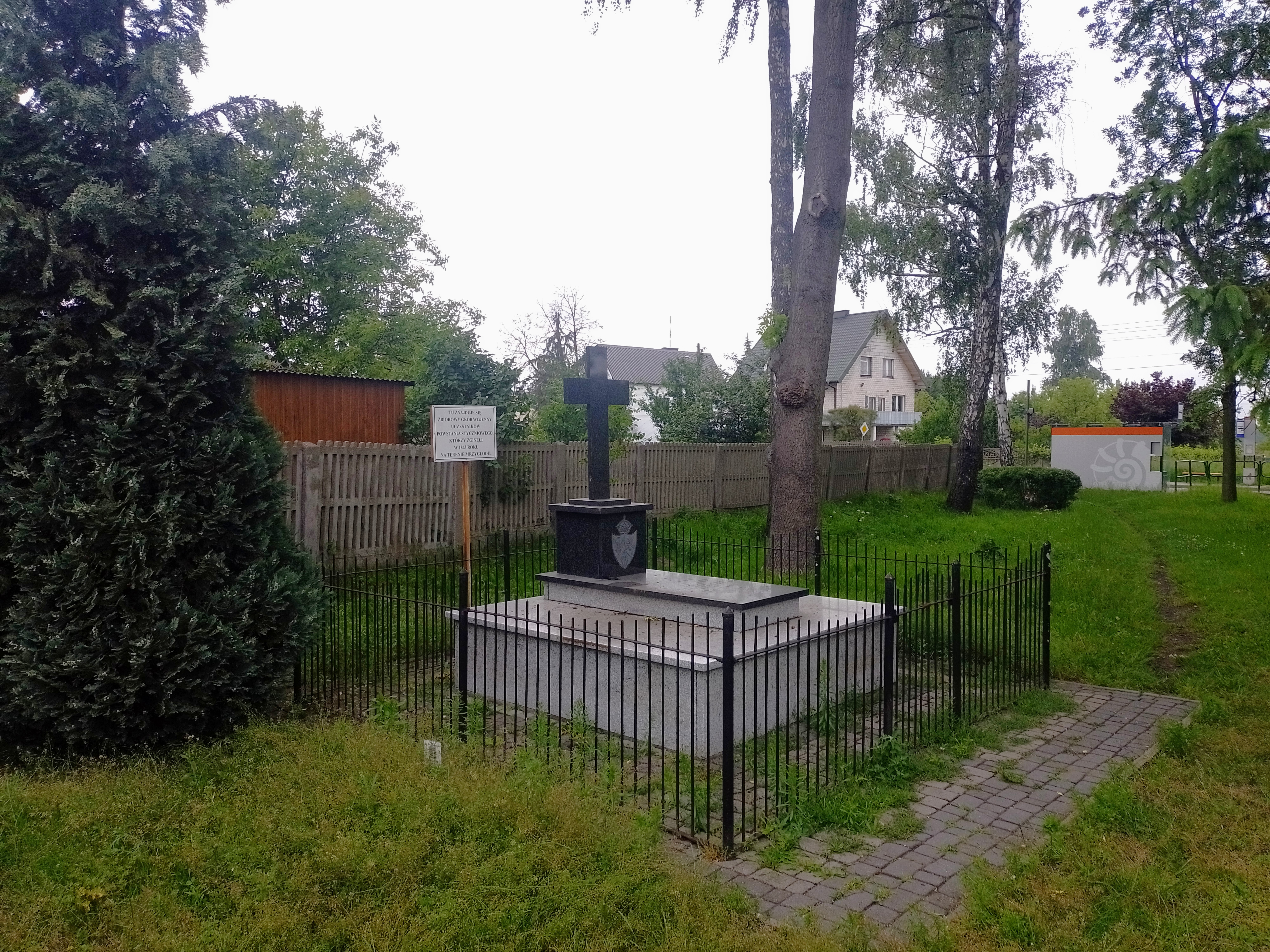
Grób poległych w bitwie

Wycofujący się po stoczeniu bitwy pod Pankami oddział Cieszkowskiego przybył 28 lutego do Mrzygłodu. Tu jednak wskutek zdrady został w nocy zaatakowany przez zgrupowanie wojsk rosyjskich przerzucone koleją Warszawsko-Wiedeńską. Dwukrotnie ponawiany szturm Rosjan załamał się na silnie bronionych pozycjach powstańczych. Dodatkowo zagrożone przez podjazd powstańczy, który wyszedł na ich tyły, wojska carskie zmuszone zostały do odwrotu i wycofały się do Częstochowy.

## Upamiętnienie
W 70. rocznicę powstania styczniowego (w 1933 roku) na mrzygłodzkim rynku odsłonięto pomnik upamiętniający to wydarzenie, w 150. rocznicę powstania styczniowego odsłonięto nową tablicę na pomniku. W 2014 roku pomnik odrestaurowano.

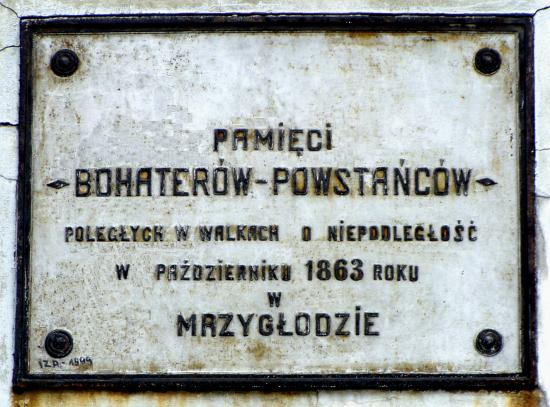
Tablica upamiętniająca bohaterów poległych podczas powstania styczniowego w październiku 1863 roku w Mrzygłodzie